# Giuseppe Lugato
Giuseppe Lugato (Artegna, 25 giugno 1935 – New York, 21 maggio 2010) è stato un giornalista italiano inviato di guerra, inviato speciale, corrispondente dagli Stati Uniti d'America per il Giornale Radio Rai e poi per il TG1.

## Biografia
La madre era una casalinga ed il padre impiegato all'Enel. Il padre morì prematuramente quando lui era bambino; la madre si risposò.
Alla maggiore età prestò servizio militare negli alpini. Una volta completata la leva si trasferì dapprima a Milano e poi a Padova dove venne impiegato come reporter per il Resto del Carlino. Vi restò fino al 1958. In quel periodo frequentò alcuni intellettuali fra i quali Giuseppe Prezzolini, Leo Longanesi, Luigi Bartolini, che ebbero grande influenza sulla sua formazione letteraria e storico-politica.
Si trasferì a Roma e venne assunto dalla RAI Radiotelevisione italiana, la rete radiotelevisiva nazionale, come autore per il Radiocorriere TV. Dopo due anni venne promosso inviato speciale.
Nel 1965 si spostò al Giornale Radio Rai come reporter per la politica estera. Due anni dopo diventò redattore esteri per il Giornale Radio. Durante questo periodo fu responsabile dei principali reportages sulla politica estera, nonché di un popolare speciale quotidiano, lo “Speciale GR”.
Nel 1975 iniziò a lavorare per il telegiornale della RAI come inviato speciale di politica estera. Coprì le elezioni del presidente degli Stati Uniti d'America Jimmy Carter (1976) e la sua inauguration (1977), avviando così un filone che lo vedrà impegnato fino all'elezione di Bill Clinton, nel 1993. L'anno successivo produsse un documentario di un'ora sull'America dopo lo scandalo Watergate. Fu il primo di vari documentari da lui realizzati, in particolare sul tema della politica e del costume negli Stati Uniti d'America.
Tra il 1977 e il 1980 coprì i maggiori eventi mondiali per la RAI TV: l'Indocina, ed in particolare Cambogia e Laos, la Rivoluzione iraniana – dai primi tumulti fino alla crisi degli ostaggi –, la guerra in Afghanistan dopo l'intervento sovietico nel 1979 e la guerra Iran-Iraq. Fece parte del gruppo di giornalisti che riuscirono ad entrare in Cambogia nel 1979, quando i khmer rossi erano ancora al potere.
Nel 1979 realizzò, con la collaborazione dell'operatore Costas Papadopoulos, spesso al suo fianco, un servizio "sperimentale": ebbero l'idea di fissare la telecamera ad uno dei primi skateboard a motore, per fare delle riprese innovative raso suolo, riprendendo così New York in una lunga sequenza in movimento dal basso. Il servizio venne trasmesso a varie riprese nei telegiornali con il titolo Attraversando New York.
Tra il 1980 ed il 1982 coprì prima la campagna elettorale e poi l'elezione alla Casa Bianca di Ronald Reagan. Cooperando con la United States Information Agency (USIA), produsse quattro documentari di un'ora ciascuno: uno sulla visione ed il programma politico di Ronald Reagan, tre sulla difesa dell'Occidente ed il build-up militare dell'Unione Sovietica.
Tra il 1982 ed il 1984 coprì spesso gli Stati Uniti, ma al tempo stesso anche l'inizio del movimento di Solidarność, la guerra delle Falkland e l'invasione israeliana del Libano. Nel 1984 intervistò Neil Armstrong durante la trasmissione “30 anni della nostra storia”, condotta da Paolo Frajese.
Dal 1984 al 1994 passò alla Rai Corporation con sede a New York. Divenne prima capo-redattore dell'ufficio di Rai Uno e poi corrispondente dagli Stati Uniti per il primo canale della RAI TV, con base a Washington e New York. Entrò nel corpo dei giornalisti accreditati presso la Casa Bianca, i White House press corps. Coprì i presidenti Reagan, George Bush padre e Clinton, intervistandoli più volte, seguendoli nei summit politici ed economici e nella maggior parte dei loro viaggi all'estero. Nel 1992 pubblicò un libro su George Bush: Bush fuori dall'ombra. I tanti volti di un presidente davanti alle incognite dell'America e del mondo, edito da Sperling & Kupfer nella collana “Saggi”.
Ebbe uno spiccato interesse per l'America – gli Stati Uniti – ed una passione per New York. Agli Stati Uniti dedicò alcuni speciali che ne documentano bellezze, ma anche contraddizioni e problemi: oltre alle elezioni dei presidenti, gli indiani d'America, la crisi dell'auto, i messicani/chicanos che tentavano di entrare negli USA. Vengono trasmessi nelle trasmissioni TV7 e Speciale TG1.
Nel 1994 venne nominato capo dell'ufficio RAI di New York, e fino al 1997 continuò a coprire Casa Bianca e Dipartimento di Stato.
Sempre nel 1994, Mino Martinazzoli gli offrì di entrare in politica come capolista della quota proporzionale del Partito Popolare Italiano per il Friuli-Venezia Giulia. L'opportunità lo attrasse ma alla fine non accettò.(CS)  Nell’intervista rilasciata ad ADN Kronos il 14 febbraio 1994 spiegò che la decisione venne presa per ragioni personali, legate anzitutto al fatto che considerava importante in quel momento restare al suo posto alla RAI e per il fatto che avrebbe dovuto lasciare gli USA, nonché per ragioni politiche legate ad una sintonia solo parziale con la linea del PPI di allora.
Lasciò la RAI nel 1997, in una fase vissuta con profonda amarezza.
Successivamente mantenne una rubrica sul settimanale Panorama, ma scelse di dedicarsi primariamente ad alcune sue passioni: la fotografia, l'arte contemporanea e la musica.

## Vita privata
Si sposò ed ebbe cinque figli.